# Tipula subacuminata
Tipula subacuminata är en tvåvingeart som beskrevs av Mannheims 1963. Tipula subacuminata ingår i släktet Tipula och familjen storharkrankar. Inga underarter finns listade i Catalogue of Life.